# Miroslav Januš
Miroslav Januš, né le 9 août 1972 à Postupice, est un tireur sportif tchèque.

## Carrière
Miroslav Januš participe aux Jeux olympiques de 1996 à Atlanta où il remporte la médaille de bronze en cible mobile 10 mètres.